# Francina Margaretha van Huysum
Francina Margaretha van Huysum (Ámsterdam, 1707-Ámsterdam, 1789) fue una pintora neerlandesa del siglo XVIII.

## Biografía
Era hija de Jan van Huysum y es probable que le ayudara con su trabajo. En la biografía de veinte páginas sobre su padre escrita por Jan van Gool, la única mujer que mencionó fue a Margaretha Haverman quien a van Gool afirmó que había dejado ser su única alumna "bajo falsos intereses". Esto indica que van Huysum estaba dispuesto a dejar que parientes femeninas y amigos le ayudaran pero evitó la ayuda de alumnos por miedo de revelar su técnica y crear una competencia.
Según el Rijksbureau voor Kunsthistorische Documentatie algunos trabajos de Francina han sido atribuidos a su padre Jan y a su tío Michiel, Fue a partir de 2006 cuando se reasignaron a ella por Sam Segal.